# Gabriel Paulet
Pour les articles homonymes, voir Paulet.
Gabriel Paulet est un chanteur classique (ténor) concertiste et pédagogue français né le 25 mai 1883 à Nantes et mort le 10 septembre 1965 à Paris.

## Biographie
Premier prix de chant du Conservatoire de musique et de déclamation à Paris en 1907 (classe d'Edmond Duvernoy), il est l'année suivante dans la classe de déclamation lyrique (opéra et opéra-comique) de Jacques Isnardon. Il crée en 1911 le Quartette vocal de Paris avec Madeleine Bonnard, Marcel Chadeigne et Roger de Laromiguière, également lauréats du Conservatoire. Mel Bonis lui dédie une mélodie, Le Chat sur le toit, pour voix (ténor) et piano, composée en 1912,.
Soliste des grands concerts parisiens, il fait toute sa carrière au concert et se produit notamment à la Société des concerts du Conservatoire et à la salle Gaveau avec l'orchestre Colonne sous la direction de Gabriel Pierné en 1912. La même année il est l'interprète, avec Jean Robert, de la cantate du second grand prix de Rome attribué à Édouard Mignan. En 1914, il chante à la Fondation Beaulieu, avec l'Orchestre Colonne dirigé par Gabriel Pierné, le rôle d'Eros dans la Psyché de Jean-Baptiste Lully et celui de Méphistophélès (à l'origine écrit pour ténor) dans les Huit scènes de Faust d'Hector Berlioz. En 1920 il chante au Cirque d'hiver pour les Concerts Pasdeloup sous la direction de Rhené-Baton. En 1921 et 1922, il retrouve Gabriel Pierné et les Concerts Colonne au théâtre du Châtelet. Il chante avec l'Orchestre Lamoureux dirigé par Paul Paray à la salle Gaveau en 1924. Il est engagé par la Société des Grands Concerts de Lyon (ancêtre de l'Orchestre national de Lyon) de Georges Martin Witkowski pour la saison 1924-1925.
Son interprétation en 1926 du répertoire classique et moderne, de Giulio Caccini à Jean-Sébastien Bach, de Paul Paray à Joseph Canteloube en passant par Gabriel Fauré (La Fée aux chansons), est remarquée et saluée. Le concert du 4 août 1930 donné au Conservatoire américain de Fontainebleau est retransmis sur l'antenne de Radio-Paris. Il interprète l'air du Messie de Georg Friedrich Haendel, une Ariette de Girolamo Frescobaldi, la sérénade de L'Amant jaloux d'André Grétry, des mélodies de sa composition et, avec Marthe Paulet-Cornélis, le duo de la Messe en si de Jean-Sébastien Bach et trois duos de Robert Schumann
Il est nommé professeur de chant au Conservatoire de Paris en remplacement de Pierre-Émile Engel le 1er novembre 1927. Il est à ce titre membre de la commission pour la rénovation et le développement des études musicales instituée le 8 novembre 1928 par Édouard Herriot, Ministre de l'Instruction publique et des Beaux-Arts. Il enseigne jusqu'au 30 septembre 1953 dans l'établissement où il a entre autres pour élèves René Deshayes, premier prix de chant en 1937, et Michel Sénéchal, premier prix de chant en 1950.
Il publie en 1926 une méthode de chant, Exercices journaliers, pour le chant, et édite en 1928 les Vocalises, pour chant et piano, d'Heinrich  Panofka (en) qui comprennent 24 vocalises pour soprano, mezzo-soprano ou ténor, 24 vocalises pour contralto, baryton ou basse et 12 vocalises d'artistes.

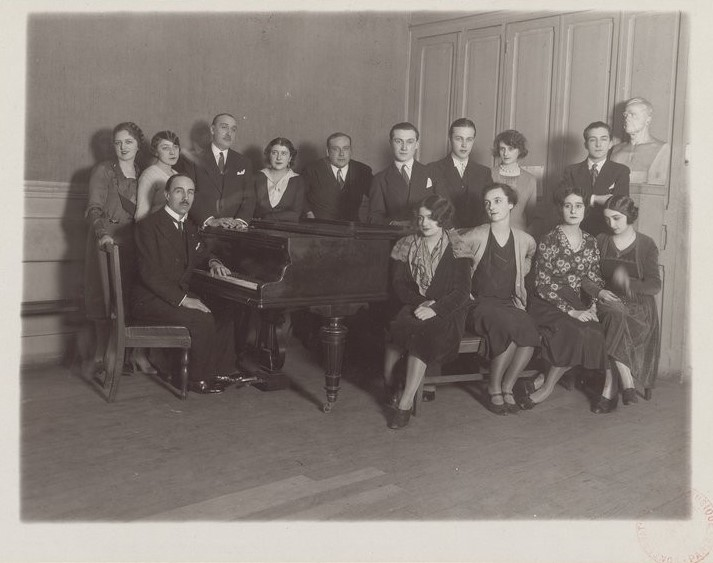
Classe de chant de Gabriel Paulet au Conservatoire de Paris 1929-1930.